# Lubię być z nią
Lubię być z nią – drugi singel polskiego piosenkarza Baranovskiego z jego drugiego albumu studyjnego, zatytułowanego Baranovski 2. Singel został wydany 4 września 2020.
Kompozycja znalazła się na 1. miejscu listy AirPlay – Top, najczęściej odtwarzanych utworów w polskich rozgłośniach radiowych. Nagranie otrzymało w Polsce status diamentowej płyty, przekraczając liczbę 100 tysięcy sprzedanych kopii.

## Geneza utworu i historia wydania
Piosenka została napisana i skomponowana przez Wojciecha Baranowskiego, który również odpowiada za produkcję piosenki. Piosenkarz o singlu:

To prosta piosenka o miłości.

Singel ukazał się w formacie digital download 4 września 2020 w Polsce za pośrednictwem wytwórni płytowej Warner Music Poland. Piosenka została umieszczona na drugim albumie studyjnym Baranovskiego – Baranovski 2.

## „Lubię być z nią” w stacjach radiowych
Nagranie było notowane na 1. miejscu w zestawieniu AirPlay – Top, najczęściej odtwarzanych utworów w polskich rozgłośniach radiowych.

## Teledysk
Do utworu powstał teledysk w reżyserii Filipa Berendta i Ksawerego Bajona, który udostępniono w dniu premiery singla za pośrednictwem serwisu YouTube. W klipie główną rolę zagrała top modelka Maja Salamon.
Wideo znalazło się na 1. miejscu na liście najczęściej odtwarzanych teledysków przez telewizyjne stacje muzyczne.
11 grudnia 2020 opublikowano wideo do koncertowej wersji singla, który został zrealizowany przez Adama Welesa.

## Lista utworów
- Digital download[3]

1. „Lubię być z nią” – 3:51

- Digital download – Live[9]

1. „Lubię być z nią” (Live at Folwark Ruchenka, 2020) – 5:08

## Notowania
| Kraj   | Lista (2020)      | Najwyższa pozycja |
| ------ | ----------------- | ----------------- |
| Polska | AirPlay – Top     | 1                 |
| Polska | AirPlay – Nowości | 1                 |
| Polska | AirPlay – TV      | 1                 |

| Kraj   | Lista (2020)  | Pozycja |
| ------ | ------------- | ------- |
| Polska | AirPlay – Top | 49      |

## Certyfikaty i sprzedaż
| Data           | Certyfikat ZPAV    | Sprzedaż |
| -------------- | ------------------ | -------- |
| 10 lutego 2021 | 2× platynowa płyta | 40 000+  |
| 28 lipca 2021  | diamentowa płyta   | 100 000+ |

## Wyróżnienia
| Rok  | Konkurs                  | Kategoria                                             | Rezultat    |
| ---- | ------------------------ | ----------------------------------------------------- | ----------- |
| 2020 | Top 50 Poplisty RMF FM   | 50 najczęściej notowanych utworów na Popliście w 2020 | 26. miejsce |
| 2020 | Gorąca 100               | 100 największych hitów 2020                           | 22. miejsce |
| 2020 | Przebój roku RMF FM 2020 | Przebój roku                                          | 5. miejsce  |